# Copiula oxyrhina
Copiula oxyrhina es una especie  de anfibios de la familia Microhylidae.

## Distribución geográfica
Se encuentra en el este de la isla de Nueva Guinea, en Central Province, y en las islas Fergusson, Woodlark y Misima. Se ha registrado hasta los 200 m s. n. m. en la isla Misima y en Nueva Guinea, desde los 960-1330 m s. n. m. en Fergusson, y desde el nivel del mar hasta los 100 m en Woodlark.